# Streamy Awards
Les Streamy Awards, aussi appelés Streamys, sont présentés tous les ans depuis 2009 par l'International Academy of Web Television (en) (IAWTV) afin d'honorer les productions web en récompensant les réalisateurs, les acteurs, les producteurs et les scénaristes. La cérémonie de remise des récompenses a lieu à Los Angeles, en Californie.
Après la première cérémonie le 28 mars 2009 et la deuxième en 2010, les Streamy Awards ont été interrompus 2 ans (2011 et 2012) avant de reprendre en 2013.
Les Streamy Awards ont été créés par Drew Baldwin, Brady Brim-DeForest et Marc Hustvedt de Tubefilter (en), ainsi que Joshua Cohen et Jamison Tilsner de Tilzy.tv.

## Catégories de prix

### Prix actuels

#### Programmation
- Meilleure web-série dramatique
- Meilleure web-série de comédie
- Web-série la mieux hébergée
- Meilleure web-série d'actualités ou de politique
- Meilleure web-série de réalité ou documentaire
- Meilleure nouvelle web-série
- Meilleure web-série d'accompagnement
- Meilleure web-série animée
- Meilleure web-série sponsorisée
- Meilleure web-série expérimentale
- Meilleure web-série étrangère

#### Direction
- Meilleure direction d'une web-série de comédie
- Meilleure direction d'une web-série dramatique

#### Écriture
- Meilleur scénario d'une web-série de comédie
- Meilleur scénario d'une web-série dramatique

#### Interprétation

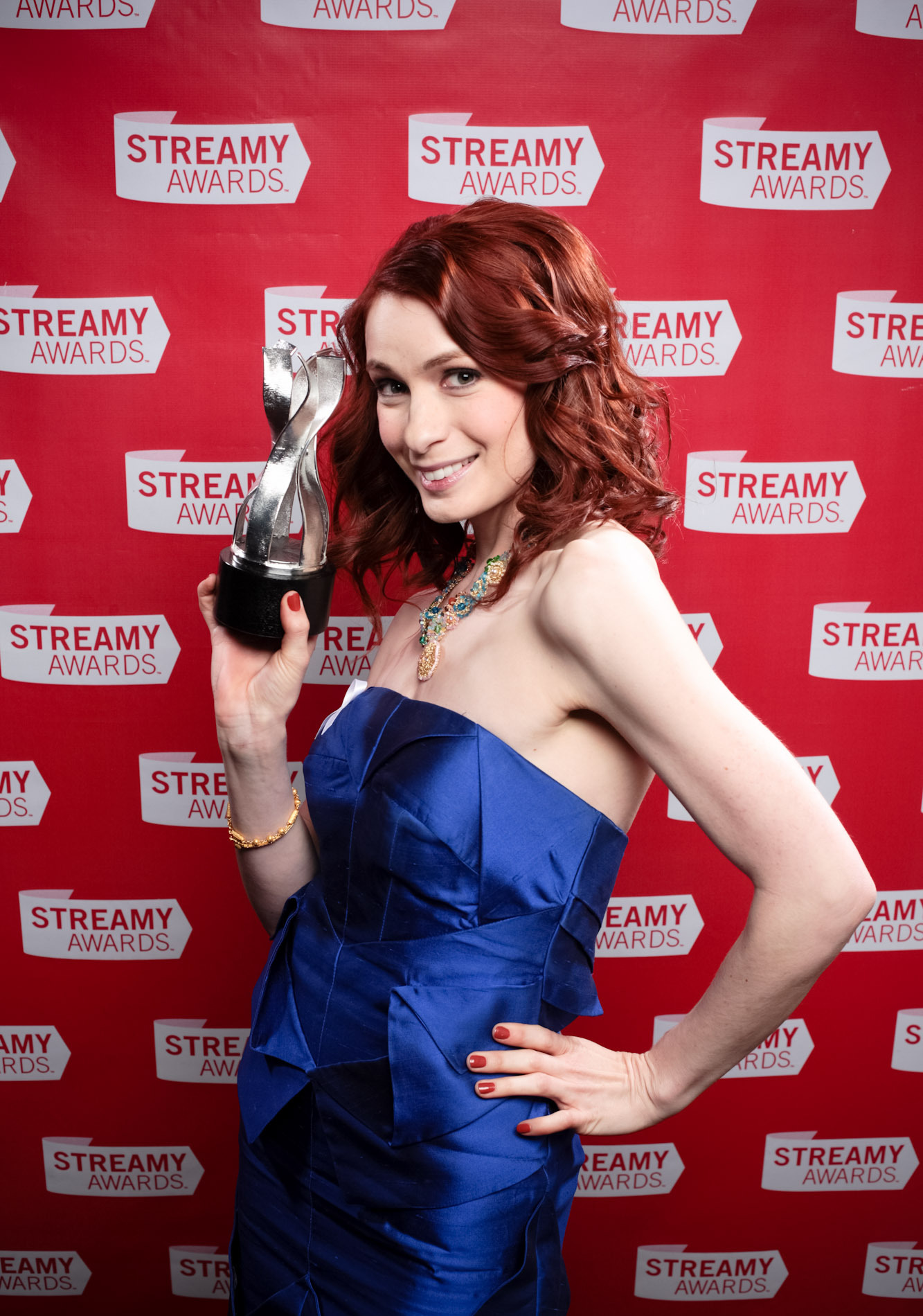
Felicia Day, meilleure actrice dans une web-série de comédie aux Streamy Awards 2010.

- Meilleur acteur dans une web-série de comédie
- Meilleure actrice dans une web-série de comédie
- Meilleur acteur dans une web-série dramatique
- Meilleure actrice dans une web-série dramatique
- Meilleure distribution dans une web-série
- Meilleur artiste invité dans une web-série
- Choix du public

#### Présentation
- Meilleur présentateur d'une web-série
- Meilleur vlogueur

#### Technique et artisanat
- Meilleur montage dans une web-série
- Meilleure cinématographie dans une web-série
- Meilleure direction artistique dans une web-série
- Meilleure conception sonore dans une web-série
- Meilleurs effets visuels dans une web-série
- Meilleure animation dans une web-série
- Meilleure production en direct dans une web-série
- Meilleure trame sonore originale dans une web-série
- Meilleure expérience interactive dans une web-série
- Meilleure intégration de produit dans une web-série
- Meilleure expérience mobile dans une web-série

### Prix retirés
Les prix retirés. L'année indique l'année de leur dernière remise.
- Meilleur concept artistique dans une web-série (2009)
- Meilleure intégration de publicités dans une web-série (2009)

### Catégories spéciales
Les prix spéciaux sont décernés par l'IAWTV et font l'objet d'un vote par des comités spéciaux, non pas par tous les membres ensemble.

#### Catégories spéciales actuelles
- Prix visionnaire (Visionary Award)